# ほていや (ユニー)
株式会社 ほていやは、中部と関東でスーパーマーケットなどを店舗展開していた株式会社である。
食品や文化品はセルフサービス方式の売り場となっていたが、衣料品は対面販売を続けていた。
1969年（昭和44年）8月に「タキヒョー」や「株式会社 西川屋チェン」と共同仕入れ会社の「株式会社ユニー（初代）」を設立し、1971年（昭和46年）2月21日に当社が「西川屋チェン」や「株式会社ユニー（初代）」などを合併し、経営統合した。

## 概要

### 創業から戦時統制での休業へ
「古川政次郎」が1927年（昭和2年）に、遠縁にあたる水野常蔵氏が1912年（大正元年）に横浜市伊勢佐木町に開いた「越後屋呉服店」に1年ほど勤めたのちに独立。
1929年（昭和4年）2月24日には「古川呉服店」として、横浜市伊勢佐木町で間口二間半・奥行四間半の店舗を開いたのが始まりである。
開業当初は一般的な呉服太物を取り扱っていたものの、早々に「モスリン」専門店となり、「古川モスリン店」と称した。
その後、業績拡大と共に呉服を再び取り扱うようになり、販売力のある店舗として同業社内でも注目されるようになった。
しかし、その後の戦時体制下での繊維統制の影響で事業を休止した。

### 戦後の再開から全国5位のスーパーへ
戦後の1945年（昭和20年）に、古川政次郎が横浜市弘明寺で「ほていや呉服店」を開業。
弟の古川秀一は名古屋市大須で「古川呉服店」を開業した。
「古川呉服店」を古川秀一の縁故者が開いていた「今枝呉服店」と「猪飼呉服店」を統合する形で事業拡大を目指すこととし、1950年（昭和25年）3月13日に資本金50万円で「株式会社 ほていや呉服店」を設立し、同月17日に大須・万松寺通りに「ほていや万松寺店」を開いた。
1951年（昭和26年）には仕入部を設置してチェーン本部機能を整え始め、1953年（昭和28年）に古川政次郎が経営していた会社も経営統合し、1958年（昭和33年）には全店一括の仕入部を設置するなど体制整備を進め、東海道を結ぶチェーン展開を目指していった。
そして、呉服の専門店から品ぞろえを広げるため、1958年（昭和33年）に洋品売り場を開設し、1959年（昭和34年）には全店に洋品雑貨を取り入れて呉服店から総合衣料店に転換した。
その後、1961年（昭和36年）12月8日に浜松市肴町にセルフサービスを導入した店舗を開き、1962年（昭和37年）5月20日に横浜市の弘明寺で生鮮3品を含めた食料品も扱うスーパーマーケットを開設した。
1962年（昭和37年）6月には「株式会社 ほていや（初代）」へ社名を変更し、同年8月に「株式会社 ほてい産業」を縫製部門として設立した。
1963年（昭和38年）に物品購入部門の「株式会社 ほてい物産」と「株式会社 関百貨店」を設立。
同年10月には、本社ビルとして「ほていやセンタービル」を開設した。
また、京都の「嵯峨野の美しさ」から名称を採った「株式会社 嵯峨美」を1964年（昭和39年）に設立して、伊勢佐木町4丁目に出店し、横浜ではトップクラスの高級品を扱う呉服専門店となるなど、呉服の販売にも力を入れていた。
1967年（昭和42年）8月に「株式会社 関東ほていや」を設立し、1968年（昭和43年）8月には「株式会社 中部ほていや」を設立して、各々の地区ごとの営業部門を移管し、当社は両社への商品供給などの業務を行うようになった。
当社は、ユニーとして経営統合する直前には、店舗数80で売上高約635億円を上げ、全国第5位のスーパーマーケットチェーンへと発展していた。

### 提携から経営統合によるユニーへ
1969年（昭和44年）3月11日に「松喜屋」と合併契約を締結して傘下に入れ、同月に三井物産と提携した。
同年8月にタキヒョーや西川屋チェンと共同仕入れ会社の株式会社ユニー（初代）を設立し、同年9月には仕入れと支払業務を同社に移管した、1970年（昭和45年）2月にはタキヒョーや西川屋チェンと共に株式会社ユニー（初代）に仕入れ業務を一本化した。
同年10月にはユニードと衣料品の海外での共同生産を開始した。
同年11月17日にほていやの不動産会社・名浜株式会社がトヨタ自動車販売との折半出資で東名クラウン開発株式会社を設立。
同年にはその他にも焼津の「大勝堂」を傘下に入れている。
1970年（昭和45年）2月にタキヒョーや西川屋チェンと共に株式会社ユニー（初代）に仕入れ業務を一本化した。
そして、1971年（昭和46年）2月21日に「西川屋チェン」と経営統合するため、同社や「株式会社ユニー（初代）」などを合併して「株式会社ユニー（2代目）」となった。
同時に、「株式会社 関東ほていや」は「株式会社 関東ユニー」に、「株式会社 中部ほていや」は「株式会社 中部ユニー」となり、引き続き店舗の営業を行った。
この経営統合後、仕入れも本部も資本面も、西川屋系とほていや系は別になっており、「株式会社 中部ユニー」と「株式会社 関東ユニー」は実質的にほていや系として営業を続けた。
その為、上場による更なる発展を目指して完全に統合することとし、1975年（昭和50年）2月21日に株式会社ユニー（2代目）が「株式会社 中部ユニー」と「株式会社 関東ユニー」のほか「株式会社 東海ユニー」を吸収合併した。
その後、1974年（昭和49年）4月15日には完全子会社として「株式会社さが美」を設立して、同年8月に同社に呉服部門を継承させて「株式会社ユニー（2代目）」から分社化した。
1976年（昭和51年）8月21日には株式会社ユニー（2代目）が「名浜株式会社」と「株式会社松喜屋」のほか「株式会社西川屋」と「犬山食品株式会社」を吸収合併した。
なお、猪飼社長達が1975年（昭和50年）に商標権を買戻し、呉服部門の拡充して保有する商標に合わせる形で1976年（昭和51年）に「株式会社 ほてい産業」が「株式会社 ほていや（2代目）」へ社名を変更。
呉服専門店チェーンの「ほていや」としてユニーから分離独立している。

## 年表
- 1927年（昭和2年） - 「古川政次郎」が「越後屋呉服店」に勤め始める[9][10]。
- 1929年（昭和4年）2月24日 - 「古川政次郎」が横浜市伊勢佐木町で「古川呉服店」を開業[13]。
- 1945年（昭和20年）[16] - 古川政次郎が、横浜市弘明寺で「ほていや呉服店」を開業[14]。
- 1950年（昭和25年）3月13日 - 資本金50万円で[1][4]「株式会社 ほていや呉服店」を設立し[18]、同月17日に大須・万松寺通りに「ほていや万松寺店」を開業[17]。
- 1951年（昭和26年） - 仕入部を設置してチェーン本部機能を開始[19]。
- 1953年（昭和28年） - 古川政次郎が経営していた会社を経営統合[19]。
- 1958年（昭和33年） - 全店一括の仕入部を設置[19]。洋品売り場を開設[20]。
- 1960年（昭和35年）3月 - 「株式会社 ほてい商事」を設立[18][43]。
- 1961年（昭和36年）12月8日 - 浜松市肴町に[22]セルフサービスを導入した店舗を開業[23]。
- 1962年（昭和37年）
  - 6月 - 株式会社 ほていやへ社名を変更[18]。
  - 8月 - 縫製部門の子会社「株式会社 ほてい産業」を設立[27]。
  - 8月31日 - 岐阜市柳ケ瀬に岐阜店を開店し、岐阜県へ進出[44]
- 1963年（昭和38年）
  - 10月 - 本社ビルとして「ほていやセンタービル」を開設[27]。
  - 物品購入部門の「株式会社 ほてい物産」と「株式会社 関百貨店」を設立[27]。
- 1964年（昭和39年） - 「株式会社 嵯峨美」を設立[27]
- 1965年（昭和40年）9月20日 - 「株式会社 ほてい商事」を合併[4]。
- 1967年（昭和42年）8月 - 「株式会社 関東ほていや」を設立[18]。
- 1968年（昭和43年）8月 - 「株式会社 中部ほていや」を設立[18]。
- 1969年（昭和44年）
  - 3月11日 - 「株式会社松喜屋」と合併契約を締結し、傘下に入れる[29][30]。
  - 3月 - 三井物産と提携[31]。
  - 8月 - タキヒョーやほていやと共同仕入れ会社の株式会社ユニー（初代）設立[7]。
  - 10月 - ユニードと衣料品の海外での共同生産を開始した[34]。
  - 11月17日[35] - ほていやの不動産会社・株式会社 名浜が[36]トヨタ自動車販売との折半出資で東名クラウン開発株式会社を設立[37]。
- 1970年（昭和45年）
  - 7月 - 「新名浜株式会社」を設立[18]
  - 「ほていや」桜山店、中村店、今池店の[45]社員食堂の運営を「サガミチェーン」に委託[46]。
- 1971年（昭和46年）2月21日 - 「株式会社西川屋チェン」や「株式会社ユニー（初代）」などを合併して「株式会社ユニー（2代目）」となる[4]。
- 1975年（昭和50年）
  - 2月21日 - 株式会社ユニー（2代目）が「株式会社 中部ユニー」と「株式会社 関東ユニー」のほか「株式会社 東海ユニー」を吸収合併[4]。
  - 猪飼社長達が「ほていや」の商標権を買戻す[41]。
- 1976年（昭和51年）
  - 8月21日 - 株式会社ユニー（2代目）が「名浜株式会社」と「株式会社松喜屋」のほか「株式会社西川屋」と「犬山食品株式会社」を吸収合併[4]。
  - 「株式会社 ほてい産業」が「株式会社 ほていや（2代目）」へ社名を変更[42]。ユニーから分離独立[26]。

## かつて存在した店舗

### 愛知県

#### 名古屋市

##### 中区
- 万松寺店（名古屋市中区門前町4-78[1][47][48]、1950年（昭和25年）3月17日開店[17]）

売場面積33m2 → 264m2。
取扱商品：衣料品。
- 中店（?、1950年（昭和25年）6月開店[49]）

売場面積53m2
- 東店（名古屋市中区裏門前町1-63[48]、1951年（昭和26年）12月[49]）

売場面積54m2
- 万松寺嵯峨美（名古屋市中区裏門前町1-64[50]、?開店）

- 角店[51] → 万松寺嵯峨美（名古屋市中区裏門前町1-64[1]、1952年（昭和27年）11月開店[49]）

売場面積40m2
- 栄町店（名古屋市中区栄3-4-4[1][52]、1957年（昭和32年）3月26日開店[52]）

売場面積190m2。
取扱商品：呉服。
- （初代）栄町店[44] → 栄町サガミ（名古屋市中区栄3-6-17[1]、1951年（昭和26年）開店[44]）

- 嵯峨美センター店（名古屋市中区栄3-7-16[1]、1965年（昭和40年）12月5日開店[52] - 1972年（昭和47年）3月30日閉店[53]）

売場面積230m2。
取扱商品：呉服。
- 嵯峨美中日タウン店（名古屋市中区新栄町1-6[1][54]、1967年（昭和42年）8月22日開店[54]）

売場面積462m2。
取扱商品：呉服。

##### 中村区
- 新名センター店（名古屋市中村区本陣通1-1[1]、1963年（昭和38年）12月1日開店[54]）

売場面積2,343m2。
取扱商品：衣料品・雑貨。
- フード店（名古屋市中村区本陣通1-1[1][55]、1963年（昭和38年）12月1日開店[55] - 閉店）

売場面積660m2。
取扱商品：食料品・衣料品。
- 栄生店（名古屋市中村区栄生町2-1[1]、1966年（昭和41年）11月19日開店[52]）

売場面積660m2。
取扱商品：食料品・雑貨。
- 清正公店（名古屋市中村区鷹羽町2[1]、1968年（昭和43年）11月27日開店[52]）

売場面積660m2。
取扱商品：食料品・衣料品・雑貨。
- 中村ショッピングセンター（中村区大門通27[1]、1968年（昭和43年）9月25日開店[47]）

売場面積4,142m2。
取扱商品：食料品・衣料品・雑貨。

##### 東区
- 大松店（名古屋市東区黒門町85-2[1]、1967年（昭和42年）6月28日開店[54]）

売場面積1,419m2。
取扱商品：食料品・衣料品・雑貨。
- （2代目）大曽根ショッピングセンター（名古屋市東大曽根町南3-134[1]、1969年（昭和44年）10月25日開店[52]）

敷地面積8,380m2、鉄筋コンクリート造地上3階一部4階建て、延べ床面積12,783m2、売場面積9,900m2、駐車台数約150台。

##### 北区
- （初代）大曽根店（名古屋市北区東大曽根町通3-76[1]、1962年（昭和37年）12月12日開店[52]）

売場面積400m2。
取扱商品：衣料品。
- 黒川ショッピングセンター（名古屋市北区黒川本通4-38[58]、1970年（昭和45年）5月開店[59]）

敷地面積2,905.67m2（駐車場込4,792m2）、鉄筋コンクリート造5階建て、延べ床面積8,969.40m2、売場面積8,580m2（直営店舗面積約6,600m2）、駐車台数約100台。
ユニーほていや黒川ショッピングセンターとして開店した。

##### 西区
- 円頓寺店（名古屋市西区沢井町10[48]、1953年（昭和28年）開店[62]）
- 浄心店（名古屋市西区江川端町1-3[1]、1955年（昭和30年）7月27日開店[54]）

売場面積594m2。
取扱商品：衣料品。
- 庄内ショッピングセンター（名古屋市西区庄内通2-16[1]、1967年（昭和42年）5月31日開店[54]）

売場面積3,894m2。
取扱商品：食料品・衣料品・雑貨。

##### 千種区
- 今池店（名古屋市千種区千種通1-21[55]、1962年（昭和37年）12月21日開店[55]）

売場面積1,007m2。
取扱商品：食料品・衣料品・雑貨。
- 今池サガミ（名古屋市千種区千種通1-21[55]、1963年（昭和38年）11月23日開店[55]）

売場面積792m2。
取扱商品：衣料品。

##### 瑞穂区
- 桜山ショッピングセンター（名古屋市瑞穂区桜見町1-5[1]、1968年（昭和43年）4月29日開店[54]）

売場面積3,400m2。
取扱商品：食料品・衣料品・雑貨。

#### 尾張（名古屋市以外）地区
- 瀬戸店（瀬戸市深川町14-24[1]、1964年（昭和39年）3月1日開店[54]）

売場面積1,419m2。
取扱商品：食料品・衣料品。
- 瀬戸フード店（瀬戸市深川町46-1[1]、1966年（昭和41年）5月11日開店[54]）

売場面積330m2。
取扱商品：食料品。
- 江南ショッピングセンター（江南市古知野字桃源12-1[52]、1969年（昭和44年）4月27日開店[52]）

売場面積4,422m2。
取扱商品：食料品・衣料品・雑貨。
- 常滑店（常滑市市場町111-1[1]、1963年（昭和38年）11月12日開店[47]）

売場面積726m2。
取扱商品：食料品・衣料品・雑貨。
銀座通りにあった常滑日活を買収して開店した。

#### 三河地区

##### 豊田市
- 豊田ショッピングセンター（豊田市喜多町1-65[1]、1968年（昭和43年）11月11日開店[47]）

売場面積3,023m2。
取扱商品：食料品・衣料品・雑貨。
地上3階建てで、1階が食品売り場、2階が日用雑貨売り場、3階が家電売り場となっていた。
後に、ユニー豊田リビングセンターとなった。
- 豊田衣料センター店（豊田市喜多町2-102[1]、1967年（昭和42年）11月21日開店[47]）

売場面積2,063m2。
取扱商品：食料品・衣料品・雑貨。
地下1階・地上5階建ての「横井ビル」を賃借して出店していた。
後に、ユニー豊田ショッピングセンターの開設に合わせて閉店した。

##### 西三河（豊田市以外）
- 岡崎店（岡崎市明大寺本町4-36[1]、1964年（昭和39年）2月29日開店[52]）

売場面積924m2。
取扱商品：食料品・衣料品・雑貨。
地下1階・地上5階建ての延べ床面積約3,300m2の富士ビルを借りて出店した。
- 東岡崎ショッピングセンター（岡崎市明大寺町字川端34-1[66][67]、1970年（昭和45年）8月30日開店[66][67] - 2005年（平成17年）2月20日閉店[広報 1]）

敷地面積約1,980m2、鉄筋コンクリート造地下1階地上6階建て塔屋付、延べ床面積約9,240m2、店舗面積7,260m2（直営店舗面積約6,270m2）。
ユニーほていや東岡崎ショッピングセンターとして開店した。
- 蒲郡店（蒲郡市駅前本通り[68]）

##### 豊橋市
- 豊橋店（豊橋市駅前大通1-8[1]、1966年（昭和41年）7月1日開店[47] - 1976年（昭和51年）8月閉店[69]）

売場面積2,904m2。
取扱商品：食料品・衣料品・雑貨。
- 豊橋ショッピングセンター（豊橋市広小路1-6[47]、1969年（昭和44年）7月25日開店[47]）

延べ床面積5,389m2、売場面積3,218m2。
取扱商品：食料品・衣料品・雑貨。
常盤通のセントラルビルに出店していた地下1階・地上3階建ての店舗だった。
1984年（昭和59年）4月21日にハートスタッフ豊橋として新装開店。

### 岐阜県
- 駅前店（岐阜市神田町7-16[62]、1962年（昭和37年）3月22日開店[62]）

売場面積198m2。
取扱商品：食料品・衣料品・雑貨。
- 岐阜嵯峨美（岐阜市神田町5-18[1]、?開店）

- 岐阜神田町店[48] → 岐阜センター店[1]（岐阜市神田町4-16[1]、1951年（昭和26年）3月2日開店[62] - 1976年（昭和51年）8月22日閉店）

売場面積1,036m2。
取扱商品：食料品・衣料品・雑貨。
- 岐阜店[48] → 柳ヶ瀬店[1]（岐阜市柳ヶ瀬通1-9[48][1]、1962年（昭和37年）8月31日開店[44]）

売場面積257m2。
取扱商品：呉服。
- 柳ヶ瀬西店[72] → 柳ヶ瀬サガミ[1]（岐阜市柳ヶ瀬通1-3[72][1]、1964年（昭和39年）6月6日開店[62]）

売場面積426m2。
取扱商品：衣料品。
- 日の出町店（岐阜市日の出町1-7[72]、1962年（昭和37年）開店[23]）

売場面積429m2。
- 劇場通り店（岐阜市神室町2-14[68]、1962年（昭和37年）開店[23]）

売場面積165m2。
- 長良北町店（岐阜市平和通1-3[1]、1963年（昭和38年）8月13日開店[62]）

売場面積900m2。
取扱商品：食料品・衣料品・雑貨。
- 関店（関市本町2-8[1]、1963年（昭和38年）10月27日開店[62]）

売場面積1,383m2。
取扱商品：食料品・衣料品・雑貨。

### 静岡県

#### 静岡市
- 田町店（静岡市田町4-5[1][73]、1963年（昭和38年）2月17日開店[73]）

売場面積1,023m2。
取扱商品：食料品・衣料品・雑貨。
- 七間町店（静岡市七間町16-4[1]、1962年（昭和37年）12月4日開店[74]）

売場面積1,683m2。
取扱商品：食料品・衣料品・雑貨。
- 静]岡嵯峨美店（静岡市七間町16-3[75]）
- 呉服町センター店（静岡市呉服町2—1[1]、1967年（昭和42年）11月27日開店[73]）

売場面積2,500m2。
取扱商品：食料品・衣料品・雑貨。
ほていや呉服町センター店（1,380m2）と呉服町フード店（780m2）、呉服町ニューほていや店（1,450m2）の3店として出店した。
- 北安東店（静岡市北安東[68]、1964年（昭和39年）開店[77]）

売場面積825m2。

#### 浜松市
- 浜松センター店（浜松市肴町7-16[1][22]、1961年（昭和36年）12月8日開店[22]）

売場面積1,221m2。
取扱商品：食料品・衣料品・雑貨。
地下1階から地上5階までを直営売場に使う地元業者との共同ビルを建設して増床し、1969年（昭和44年）末に新装開店した。
- 浜松店[79] → 浜松嵯峨美店[1]（浜松市中区鍛冶町228[1][79]、1960年（昭和35年）2月13日開店[22]）

売場面積1,056m2。
取扱商品：食料品・衣料品・雑貨。
- 千歳店（浜松市中区千歳町73[1]、1963年（昭和38年）4月20日開店[80]）

売場面積96坪。
取扱商品：食料品・その他。

#### 焼津市・藤枝市
- 焼津ショッピングセンター（焼津市焼津字東782-2[1]、1969年（昭和44年）7月3日開店[73]）

売場面積3,779m2。
取扱商品：食料品・衣料品・雑貨。
- 藤枝店（藤枝市本町1141[73]、1967年（昭和42年）11月15日開店[73]）

売場面積1,617m2。
取扱商品：食料品・衣料品・雑貨。

#### 沼津市
- 沼津呉服寝装センター店（沼津市大手町仲見世通り67[1]、1961年（昭和36年）4月29日開店[73] - 1976年（昭和51年）10月閉店）

売場面積1,040m2。
取扱商品：呉服・寝具。
- 沼津洋品センター店（沼津市大手町仲見世通り69[1]、1964年（昭和39年）5月2日開店[22]）

売場面積2,260m2。
取扱商品：衣料品。
ほていや沼津センター店（1,350m2）と沼津ニューほていや店（450m2）の2店として出店した。
- 沼津食品文化品センター店（沼津市上本通町8[1]、1968年（昭和43年）10月25日開店[22]）

売場面積1,337m2。
取扱商品：食料品・雑貨。

#### 磐田市
- 磐田衣料センター店（磐田市中泉399-61[1]、1967年（昭和42年）7月13日開店[73]）

売場面積1,287m2。
取扱商品：衣料品。
- 磐田食品文化品センター店（磐田市中泉240-1[1]、1966年（昭和41年）12月18日開店[73]）

売場面積808m2。
取扱商品：食料品・雑貨。

### 長野県
- 長野ショッピングプラザ（長野市権堂町1437[82]、1970年（昭和45年）4月26日開店[83] - 1982年（昭和57年）4月閉店[84]）

衣料品スーパー。地場資本の仁科と提携して出店した長野県下初の本格的な総合スーパーとして開業した。
店舗面積約4,099m2。

### 北陸地区

#### 富山県
- 富山店（富山市上本町19-2[1][89]、1968年（昭和43年）7月1日開店[89]）

売場面積198m2。
取扱商品：衣料品。

#### 石川県
- 金沢センター店 （金沢市竪町48[1][90]、1968年（昭和43年）6月8日開店[90]）

敷地面積約1,700m2、鉄筋コンクリート造地下1階地上4階建て、延べ床面積約6,370m2、売場面積3,200m2。
取扱商品：食料品・衣料品・雑貨。
地下鮮魚部は「近江町センター」が出店していた。
金沢店（830m2）とサガミ金沢店（790m2）、金沢フード店（780m2）、ニューほていや金沢店（1,000m2）の4店として出店した。
跡地の建物は改装され、当社の呉服専門店子会社のさが美が運営する「竪町パティオ」が1979年（昭和54年）4月28日に開店した。
2006年（平成18年）2月から建て替えを始め、2007年（平成19年）4月20日に金沢パティオがオープン。

#### 福井県
- 福井ショッピングセンター店（福井市元町401-1[1][98]、1968年（昭和43年）9月28日開店[1]）

売場面積4,307m2。
取扱商品：食料品・衣料品・雑貨。
- 福井店[99] → 福井呉服寝装センター店（福井市中央1-3-1[99][1]、1967年（昭和42年）9月13日開店[1]）

売場面積1,386m2。
取扱商品：呉服・寝具。

### 関東地区

#### 東京都
- 大森店（大田区新井宿1-2340[1][100]、1960年（昭和35年）2月25日開店[100]）

売場面積165m2。
取扱商品：呉服。
大森山王会館内に出店。

#### 神奈川県

##### 横浜市
- 古川モスリン店（横浜市中区伊勢佐木町3-107[15][102]、1929年（昭和4年）2月24日開店[13]）

- イセザキセンター店（横浜市中区伊勢佐木町3-105[1]、1969年（昭和44年）4月25日開店[103]）

売場面積3,845m2。
取扱商品：食料品。
- 特設店[51] → 一丁目店（横浜市中区伊勢佐木町1-25[103]、1953年（昭和28年）8月23日開店[103]）

売場面積140m2。
取扱商品：衣料品。
- 横浜店[48] → 二丁目店[1]（横浜市中区伊勢佐木町2-76[1]、開店 - 閉店）

- 趣味の店 → 横浜嵯峨美[104]（横浜市中区伊勢佐木町4-109[48][104]、1953年（昭和28年）7月15日開店[104]）

売場面積50m2。
- 四丁目店（横浜市中区伊勢佐木町4-117[1]、1963年（昭和38年）4月26日開店[105]）

売場面積1,550m2。
取扱商品：食料品・雑貨。
- 野毛店（横浜市中区宮川町2-48[106]）

- 名品街店（横浜市西区南幸1-3[1]、1958年（昭和33年）9月19日開店[105]）

売場面積100m2。
取扱商品：呉服。
- 大口店（横浜市神奈川区大口通127[1]、1963年（昭和38年）1月21日開店[103]）

売場面積980m2。
取扱商品：食料品・衣料品・雑貨。
- 綱島店（横浜市港北区南綱島字別所耕地185[107][1]、1969年（昭和44年）11月29日開店[107]）

売場面積5,100m2。
- 中山店（横浜市緑区台村町往還下231-1[1][24]、1967年（昭和42年）11月18日開店[24]）

売場面積2,739m2。
取扱商品：食料品・衣料品・雑貨。
- 弘明寺店（横浜市南区中島町4-78[24]、1962年（昭和37年）5月20日開店[24]）

売場面積860m2。
取扱商品：食料品・衣料品・雑貨。
1971年（昭和46年）4月27日に火災で被災した。
- 杉田店（横浜市磯子区杉田148[109]、1962年（昭和38年）7月5日開店[109]）

売場面積137坪
- 杉田西口店（横浜市磯子区杉田町字宮田1437[24]、1969年（昭和44年）9月4日開店[24]）

売場面積1,254m2。
- 戸塚店（横浜市戸塚区戸塚町60[1]、1966年（昭和41年）12月18日開店[24]）

売場面積990m2。
取扱商品：衣料品。

##### 横須賀市
- 大滝町店（横須賀市大滝町32[1]、1963年（昭和38年）8月20日開店[110]）

売場面積2,020m2。
取扱商品：食料品・衣料品・雑貨。
売場面積約650m2の関東ほていや横須賀店として開店。地下1階・地上3階建てに増改築して食料品売場を開設すると共に、ほていや大滝町店に改称した。
- 衣笠衣料センター店（横須賀市衣笠栄町1-13[1]、1968年（昭和43年）4月3日開店[110]）

売場面積1,485m2。
取扱商品：衣料品。
- 衣笠店[111] → 衣笠食品文化品センター店（横須賀市衣笠栄町1-17[111][1]、1964年（昭和39年）3月17日開店[24]）

売場面積1,190m2。
取扱商品：食料品・雑貨。
- 衣笠嵯峨美店（横須賀市衣笠栄町1-12[24]、1967年（昭和42年）11月15日開店[24]）

売場面積265m2。
取扱商品：呉服。

##### その他
- 元住吉店（川崎市中原区井田中ノ町307[1]、1968年（昭和43年）11月1日開店[105]）

売場面積2,310m2。
取扱商品：食料品・衣料品。
- 長後店（藤沢市長後字宿下分705[1]、1969年（昭和44年）10月25日開店[112]）

売場面積3,447m2。

## 過去に存在した事業所
- 清洲配送センター（西春日井郡清洲町大字清洲字古川2978[1]）
- 関東配送センター（横浜市港南区下永谷字長町[113]）

## 過去に存在した関連会社
- 名浜株式会社（横浜市中区伊勢佐木町2-76[114]、1953年（昭和28年）4月設立[18]）

不動産賃貸業・保険代理店
- 新名浜株式会社（名古屋市[115]、1970年（昭和45年）7月設立[27]）

不動産管理
- 東名クラウン開発株式会社（1969年（昭和44年）11月17日設立[35]）

不動産賃貸業
株式会社 名浜がトヨタ自動車販売との折半出資で設立。
- 株式会社 ほてい商事（名古屋市中区沢井町10[43]、1960年（昭和35年）3月設立[18][43]）
- 株式会社 ほてい産業（名古屋市中区栄3-22-1[116]、1962年（昭和37年）8月設立[27]）

猪飼社長達が1975年（昭和50年）に商標権を買戻し、呉服部門の拡充して保有する商標に合わせる形で1976年（昭和51年）に「株式会社 ほていや（2代目）」へ社名を変更。
呉服専門店チェーンの「ほていや」としてユニーから分離独立している。
- 株式会社 ほてい物産（名古屋市中区栄3-22-1[117]、1962年（昭和37年）8月設立[118]）

包装品・消耗品調達部門を独立させて設立。
- ほていやフード株式会社（名古屋市中村区本陣通1-1[119]、1963年（昭和38年）設立[119]）
- 株式会社 関百貨店（名古屋市中区栄3-22-1[120]、1963年（昭和38年）設立[27]）
- 株式会社 関東ほていや（横浜市中区伊勢佐木町4-117[2]、1967年（昭和42年）8月設立[18]）
- 株式会社 中部ほていや（名古屋市千種区千種通1-16[2]、1968年（昭和43年）8月設立[18]）
- 株式会社 嵯峨美（名古屋市千種区千種通1-16[121]、1964年（昭和39年）設立[121]）

「ほていや」のレストラン部門
- ほてい運輸[113]
- 浜松東映日活[113]